# Júnior Moreno
Pour les articles homonymes, voir Moreno.
Júnior Moreno, né le 20 juillet 1993 à San Cristóbal, est un footballeur international vénézuélien. Il joue au poste de milieu de terrain au Houston Dynamo.

## Biographie

### En club
Le 2 janvier 2018, Júnior Moreno signe avec la MLS pour rejoindre D.C. United.

### En équipe nationale
Il joue son premier match en équipe du Venezuela le 3 juin 2017, en amical contre les États-Unis (score : 1-1). Cinq jours plus tard, il inscrit son premier but, en amical contre l'Équateur (1-1). 
Il dispute ensuite trois matchs rentrant dans le cadre des éliminatoires du mondial 2018, contre l'Argentine, l'Uruguay et le Paraguay.